# تئاتر رویال، ناتینگهام
تئاتر رویال (انگلیسی: Theatre Royal) یک سالن نمایش در ناتینگهام، انگلستان است.
این سالن تئاتر که در سال ۱۸۶۵ توسط چارلز جی. فیپس ساخته شده دارای ۱٬۱۸۶ نفر ظرفیت می‌باشد.

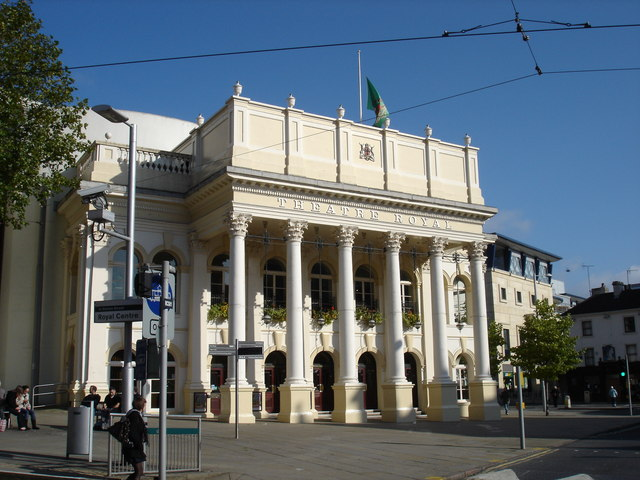
ساختمان تئاتر رویال